# NGC 7102
NGC 7102 is een balkspiraalstelsel in het sterrenbeeld Pegasus. Het hemelobject werd op 16 oktober 1863 ontdekt door de Duitse astronoom Albert Marth.

## Synoniemen
- UGC 11786
- MCG 1-55-8
- ZWG 402.13
- IRAS 21372+0603
- PGC 67120